# F-34 76mm戦車砲

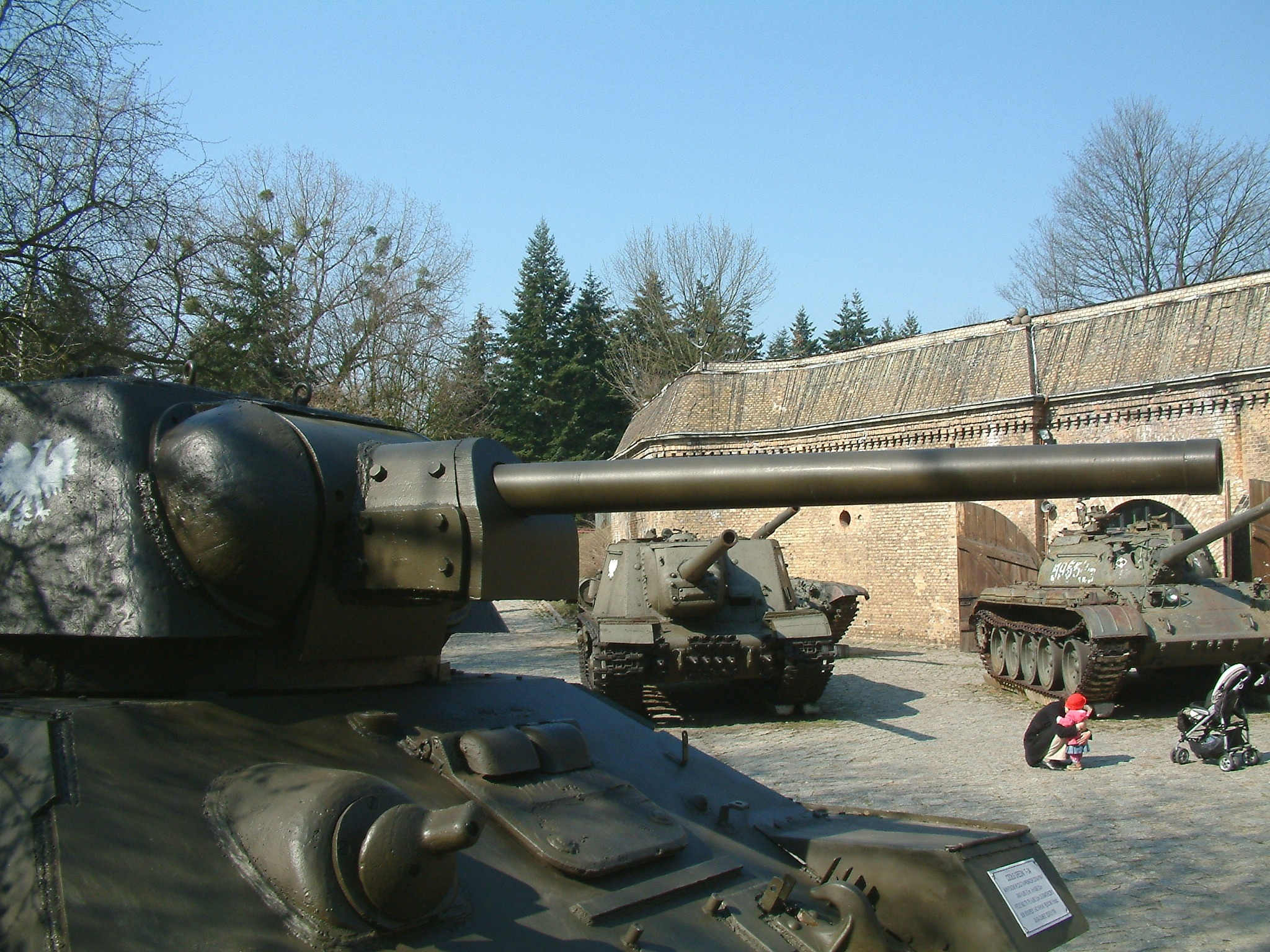
T-34中戦車に装備された状態のF-34

F-34 76mm戦車砲（ロシア語：76-мм танковая пушка Ф-34）は、第二次世界大戦中のソビエト連邦で使用された戦車砲である。T-34中戦車とKV-1重戦車で使用された。F-34をベースにKV-1の砲塔に適合するよう改良を加えたモデルとして、ZiS-5（ロシア語：ЗИС-5）が作られた。

## 概要
F-34は、L-11やF-32といった76.2mm戦車砲の後継として開発された。設計はゴーリキーの第92工場に設置されたヴァシリー・グラービン率いる設計局によって行われた。F-34は従来の76.2mm砲と比べて長砲身化しており、砲口初速と装甲貫通力が向上していた。
独ソ戦開戦当初に配備されていたT-34 1940年型は依然としてL-11を搭載していたが、間もなく武装をF-34に換装した1941年型が登場した。一方でT-34がF-34を装備するようになった後もKV-1は旧式のF-32を装備し続け、一時的に中戦車より重戦車のほうが弱武装という事態になったが、1941年後半に導入されたKV-1 1941年型でF-34に切り替えられた。このF-34は、間もなくKV-1専用に改修されたZiS-5戦車砲（基本性能はF-34に準ずる）に取って代わられた。
F-34とZiS-5は、戦車部隊の中核をなすT-34とKV-1両戦車の主武装として大戦中期までの赤軍を支えたが、1942年末-1943年にかけてナチス・ドイツが投入し始めたティーガー重戦車やパンター中戦車に対抗するには対戦車能力が不足していた。新しいT-34の武装としては、長砲身高初速のZiS-2 57mm対戦車砲や、52-K 85mm高射砲を改造したD-5TまたはZiS-S-53 85mm戦車砲が比較され、結果として砲身の寿命や榴弾の威力に勝る後者が選ばれた。KV-1重戦車の後継となったIS-1重戦車もD-5Tを使用していたが、後継で主要生産型のIS-2では、より威力の高いD-25T 122mm戦車砲に交換された。

### 搭載車両
- T-34-76中戦車 - F-34を搭載。
- KV-1重戦車 - ZiS-5を搭載。
- SU-76i自走砲 - 自走砲向けに改造されたS-1を搭載。

## 貫通力
| 砲弾                  | 100m  | 500m | 1,000m | 1,500m |
| --------------------- | ----- | ---- | ------ | ------ |
| BR-350A               | 80mm  | 70mm | 63mm   | 58mm   |
| BR-350B               | 86mm  | 75mm | 68mm   | 62mm   |
| BR-350P（高速徹甲弾） | 102mm | 92mm | -      | -      |

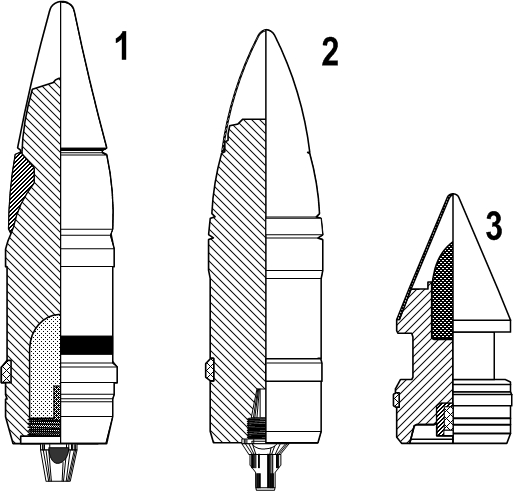
F-34やZiS-5で使用された各種76mm徹甲弾。1.BR-350A（APBC-HE、仮帽付徹甲榴弾）、2.BR-350SP（APBC、仮帽付徹甲弾）、3.BR-350P（APCR、硬芯徹甲弾）

- 装甲に垂直に着弾した場合の80%貫通保障値（CP値）。
- 砲弾の個体差によって、表の値より数%程度厚い装甲を貫通できる場合もある。